# Automolis flaviciliata
Automolis flaviciliata är en fjärilsart som beskrevs av George Francis Hampson 1907. Automolis flaviciliata ingår i släktet Automolis och familjen björnspinnare. Inga underarter finns listade i Catalogue of Life.